# Tarzan's New York Adventure
Tarzan's New York Adventure (Brasil: Tarzan contra o Mundo / Portugal: Tarzan em Nova Iorque) é um filme norte-americano de 1942, do gênero aventura, dirigido por Richard Thorpe e estrelado por Johnny Weissmuller e Maureen O'Sullivan.

## A produção

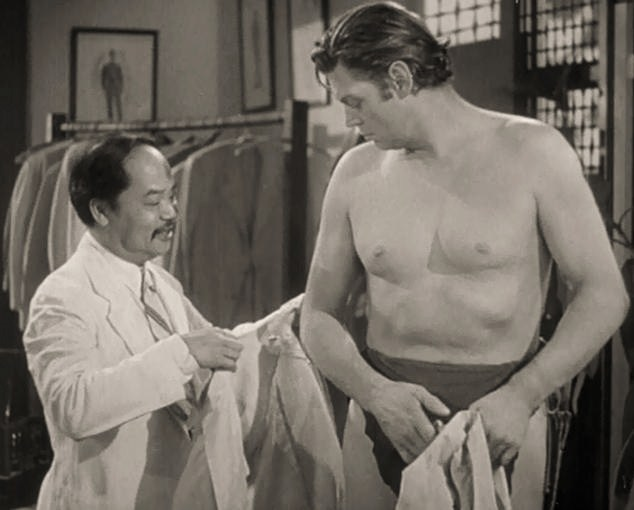
Tarzan se prepara para um novo visual em cena do trailer do filme.

Este é o último filme de Tarzan produzido pela MGM. O título original, Tarzan Against the World, foi substituído às vésperas da estreia pelo produtor Frederick Stephani. Stephani também teve de acalmar Maureen O'Sullivan que, desde Tarzan Escapes, sentia-se tão marcada pelo papel de Jane que temia pelos danos que isso traria para sua carreira. Então, ele lhe deu o ambiente sofisticado de uma metrópole -- Nova Iorque—e um guarda-roupas da moda.
Lançado em 15 de abril de 1942, o filme não foi bem recebido. Pela primeira vez na era sonora, o rei das selvas usava mais que uma tanga, e vê-lo de terno e gravata foi demais para os fãs. Porém, ao menos uma de suas falas tornou-se clássica: ao ver a cidade pela primeira vez, dentro de um avião, ele exclama: "stone jungle" (selva de pedra).
Sem novos direitos sobre quaisquer obras de Edgar Rice Burroughs, a MGM encerrou sua associação com o herói. Ademais, a Segunda Guerra trouxe uma enorme retração do mercado externo, responsável pela metade dos lucros de Tarzan.
A despeito disso, a MGM tentou segurar Weissmuller, mas sem sucesso. Sol Lesser estava à espreita desde 1938 e levou-o para a RKO, onde teria início um novo ciclo das aventuras do Homem Macaco. Johnny Sheffield foi junto, mas não Maureen, feliz por finalmente ver-se livre do [ersonagem que a acompanhava desde fins de 1931.

## Sinopse
Boy, o filho de Tarzan, é raptado por Buck Rand, que o deseja para seu circo em Nova Iorque. Tarzan e Jane (e Chita!) seguem para lá, na tentativa de libertá-lo. Durante um julgamento sobre a custódia do menino, Tarzan torna-se violento e é preso. Ele escapa e foge da polícia saltando da Ponte do Brooklyn no East River. Quando, por fim, localiza o circo, ele pede a ajuda dos elefantes, um final típico das películas feitas na MGM.

## Recepção crítica
Para o Hollywood Reporter, o filme é o "o mais adulto da série de Tarzan". Para Leonard Maltin, "um lançamento divertido. O primeiro encontro de Tarzan com encanamentos é memorável".

## Elenco
| Ator/Atriz         | Personagem             |
| ------------------ | ---------------------- |
| Johnny Weissmuller | Tarzan                 |
| Maureen O'Sullivan | Jane                   |
| Johnny Sheffield   | Boy                    |
| Virginia Grey      | Connie Beach           |
| Charles Bickford   | Buck Rand              |
| Paul Kelly         | Jimmy Shields          |
| Chill Wills        | Manchester Montford    |
| Cy Kendall         | Coronel Ralph Sergeant |
| Russell Hicks      | Juiz Abbotson          |
| Howard Hickman     | Advogado Blake Norton  |
| Charles Lane       | Advogado               |